# Seznam belgijskih kiparjev
Seznam belgijskih kiparjev.

## A
- Pieter Coecke van Aelst

## B
- Delphine Boël
- Pol Bury

## D
- Alphons De Cuyper
- Jean Del Cour
- Denis-Adrien Debouvrie
- François Duquesnoy

## F
- Jan Fabre
- Jean-Michel Folon

## G
- Guillaume Geefs
- Joseph Geefs
- George Grard

## J
- Louis Jehotte
- Oscar Jespers

## K
- (Christof Fidelis Kimmel)

## L
- Jules Lagae
- Jef Lambeaux

## M
- Constantin Meunier
- George Minne

## O
- Jan Van Oost

## P
- Osvaldo Parise

## Q
- (Artus Quellinus star. 1609-1668) (flamsko-niz.)
- (Thomas Quellinus)

## S
- Olivier Strebelle

## T
- Daniël Theys

## V
- Paul de Vigne

## W
- Rik Wouters

## Y
- Jan Yoors